# Episodi di Schooled (seconda stagione)
La seconda stagione della serie televisiva Schooled è stata trasmessa in anteprima negli Stati Uniti d'America dalla ABC tra il 25 settembre 2019 e il 13 maggio 2020.
| nº | Titolo originale            | Titolo italiano | Prima TV USA      | Prima TV Italia |
| -- | --------------------------- | --------------- | ----------------- | --------------- |
| 1  | Dangerous Minds             | inedito         | 25 settembre 2019 | inedito         |
| 2  | I'll Be There for You       | inedito         | 2 ottobre 2019    | inedito         |
| 3  | The Rudy-ing of Toby Murphy | inedito         | 9 ottobre 2019    | inedito         |
| 4  | Kick Like a Girl            | inedito         | 16 ottobre 2019   | inedito         |
| 5  | Outbreak                    | inedito         | 23 ottobre 2019   | inedito         |
| 6  | Run, Rick, Run              | inedito         | 30 ottobre 2019   | inedito         |
| 7  | Hakuna Matata               | inedito         | 6 novembre 2019   | inedito         |
| 8  | Friendsgiving               | inedito         | 20 novembre 2019  | inedito         |
| 9  | The Pokémon Society         | inedito         | 4 dicembre 2019   | inedito         |
| 10 | Beanie Babies               | inedito         | 11 dicembre 2019  | inedito         |
| 11 | Boy Bands                   | inedito         | 15 gennaio 2020   | inedito         |
| 12 | FeMellor                    | inedito         | 22 gennaio 2020   | inedito         |
| 13 | Titanic Love                | inedito         | 29 gennaio 2020   | inedito         |
| 14 | Singled Out                 | inedito         | 12 febbraio 2020  | inedito         |
| 15 | Moving On                   | inedito         | 19 febbraio 2020  | inedito         |
| 16 | Rock Star                   | inedito         | 18 marzo 2020     | inedito         |
| 17 | Garden Party                | inedito         | 25 marzo 2020     | inedito         |
| 18 | Lainey's Mom                | inedito         | 1º aprile 2020    | inedito         |
| 19 | Principal for a Day         | inedito         | 15 aprile 2020    | inedito         |
| 20 | CB Saves the Planet         | inedito         | 22 aprile 2020    | inedito         |
| 21 | Clueless                    | inedito         | 13 maggio 2020    | inedito         |